# Vedran Gerć
Vedran Gerć (Fiume, 14 febbraio 1986) è un ex calciatore croato, di ruolo attaccante.